# 自由民主党行財政調査会
自由民主党行財政調査会（じゆうみんしゅとうぎょうざいせいちょうさかい）は自由民主党内に置かれていた調査会である。

## 概要
1977年に行財政調査会の前身である行財政改革特別委員会と行政調査会が統合されて発足した。行財政調査会は行財政改革の審議と実施の過程においての政府と政務調査会（政調）の各部会との橋渡し役として、また、省庁横断的案件をとりまとめる調整者としても注目が集まっていた。2005年11月に行財政調査会は廃止された。

## 会長
- 高鳥修（2002年〜2003年）
- 佐藤信二（2003年〜2005年）